# صلاح بو خاطر
صلاح بو خاطر مقرئ القرآن ورجل أعمال، يترأّس مجلس إدارة مؤسسة القرآن الكريم والسنة بالشارقة.قارئ وإمام إماراتي. هو أخ للمنشد الإسلامي أحمد بو خاطر.

## تعليمه
تعلم صلاح بو خاطر قراءة القرآن منذ صغره حيث تتلمذ على يد علماء ومشايخ كبار في مكة المكرمة.مكّنته جمالية صوته في تجويد القرآن الكريم من تسجيل عدة شرائط وأسطوانات لتلاواته.

## محاضراته وندواته
يقدم صلاح بو خاطر العديد من الندوات الدينية التي تشمل مواضيع عدة تخص الدين الإسلامي.

## إمامته
إمام سابق بمسجد «الشيخ سعود القاسمي» بالشارقة حيث يؤمّ صلاة التراويح، هو ذو صوت عذب تطرب له الأذن والقلب يخشع به.

## روابط خارجية
- صفحة القارئ صلاح بو خاطر على تي في قرآن